# Rhinocricus cantanus
Rhinocricus cantanus är en mångfotingart som beskrevs av Chamberlin 1955. Rhinocricus cantanus ingår i släktet Rhinocricus och familjen Rhinocricidae. Inga underarter finns listade i Catalogue of Life.